# Ultime lettere di Jacopo Ortis
(Ugo Foscolo, Ultime lettere di Jacopo Ortis, incipit ed. XV)
Le ultime lettere di Jacopo Ortis o Ultime lettere di Jacopo Ortis è un romanzo di Ugo Foscolo, considerato il primo romanzo epistolare della letteratura italiana, nel quale sono raccolte 67 lettere inviate dal protagonista Jacopo Ortis all'amico Lorenzo Alderani, il quale le avrebbe poi date alla stampa corredandole di una presentazione e di una conclusione.
Vagamente ispirato ad un fatto reale e al modello letterario de I dolori del giovane Werther di Johann Wolfgang von Goethe, l'opera risente molto dell'influsso di Vittorio Alfieri, al punto che è stato definito "tragedia alfieriana in prosa". Il romanzo fu estremamente popolare tra i giovani del Risorgimento.

## Genesi dell'opera
La vicenda del romanzo trae origine dal suicidio di Girolamo Ortis, studente universitario friulano suicidatosi pochi giorni prima della laurea in medicina nel Collegio Pratense di Padova il 29 marzo 1796 (per la scelta del nome si veda il paragrafo "Perché Ortis?" alla voce Girolamo Ortis). Come Jacopo nel romanzo, si tolse la vita accoltellandosi. Foscolo mutò il nome di Girolamo in Jacopo, in onore di Jean-Jacques Rousseau. Nel paese nativo di Vito d'Asio (Pordenone) esiste tuttora la casa del giovane, ristrutturata dagli eredi a seguito del terremoto del Friuli del 6 maggio 1976.

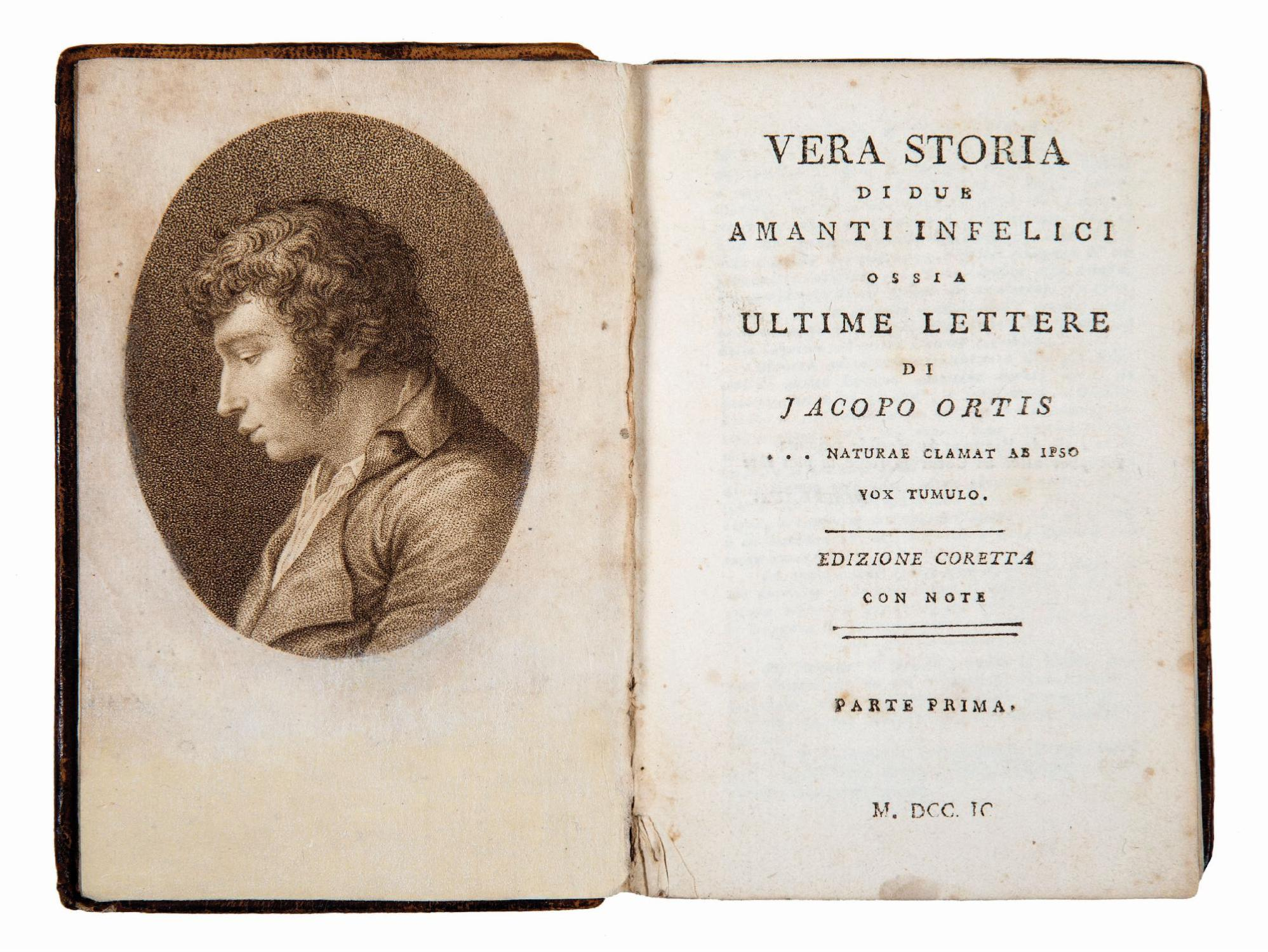
Edizione del 1799

Nel 1796 Foscolo redasse un Piano di Studi (insieme di opere lette o da leggersi, composte o da comporsi), in cui, tra le Prose originali, indicava un Laura, lettere, e aggiungeva: «Questo libro non è interamente compiuto, ma l'autore è costretto a dargli l'ultima mano quando anche ei non volesse». Una parte della critica ha ravvisato in quest'opera il nucleo originario del futuro romanzo e tradizionalmente identificato in Isabella Teotochi Albrizzi la "Laura" del titolo.
Nel settembre 1798, quando si trovava a Bologna, Foscolo iniziò la pubblicazione del libro, affidandolo all'editore Marsigli, ma il 21 aprile 1799, a causa della guerra contro gli austro-russi, lasciò la città per arruolarsi nella Guardia nazionale mobile di Bologna. La pubblicazione si interruppe così alla quarantacinquesima lettera (queste prime epistole vanno dal 3 settembre 1797 al maggio 1798), ma l'editore volle che l'opera venisse completata e la affidò al bolognese Angelo Sassoli, facendola pubblicare nel 1799, all'insaputa di Foscolo, prima con il titolo di Ultime lettere di Jacopo Ortis, poi con quello di Vera storia di due amanti infelici ossia Ultime lettere di Jacopo Ortis.
Una lunga tradizione critica ha attribuito a Sassoli la stesura della seconda parte dell'opera, ma Mario Martelli ha ipotizzato che Foscolo avesse già consegnato, prima della sua partenza, il resto del manoscritto (completo o quasi) a Marsigli, sicché Sassoli avrebbe lavorato su un materiale preesistente, rielaborandolo pesantemente per accentuarne il carattere amoroso, assecondando così il gusto del pubblico, e sminuirne quello politico, dal momento che un primo tentativo di edizione del giugno 1799 (già verosimilmente rielaborato rispetto al presunto originale foscoliano), in cui il romanzo aveva come titolo Ultime lettere di Jacopo Ortis e recava nel frontespizio la data del 1798, fu respinto dalla censura. Non furono sufficienti le Annotazioni poste a conclusione del libro, scritte per rendere l'opera ben accetta agli austriaci, entrati a Bologna il 30 giugno. L'editore corse ai ripari modificando il testo, che uscì con un nuovo titolo, Vera storia di due amanti infelici ossia Ultime lettere di Jacopo Ortis, e una divisione in due volumi. Furono espunte le parti più spiccatamente giacobine e anticlericali, le Annotazioni furono ampliate e inserite in entrambi i tomi. La nuova versione dell'opera uscì forse in agosto, senza riscuotere grande successo.

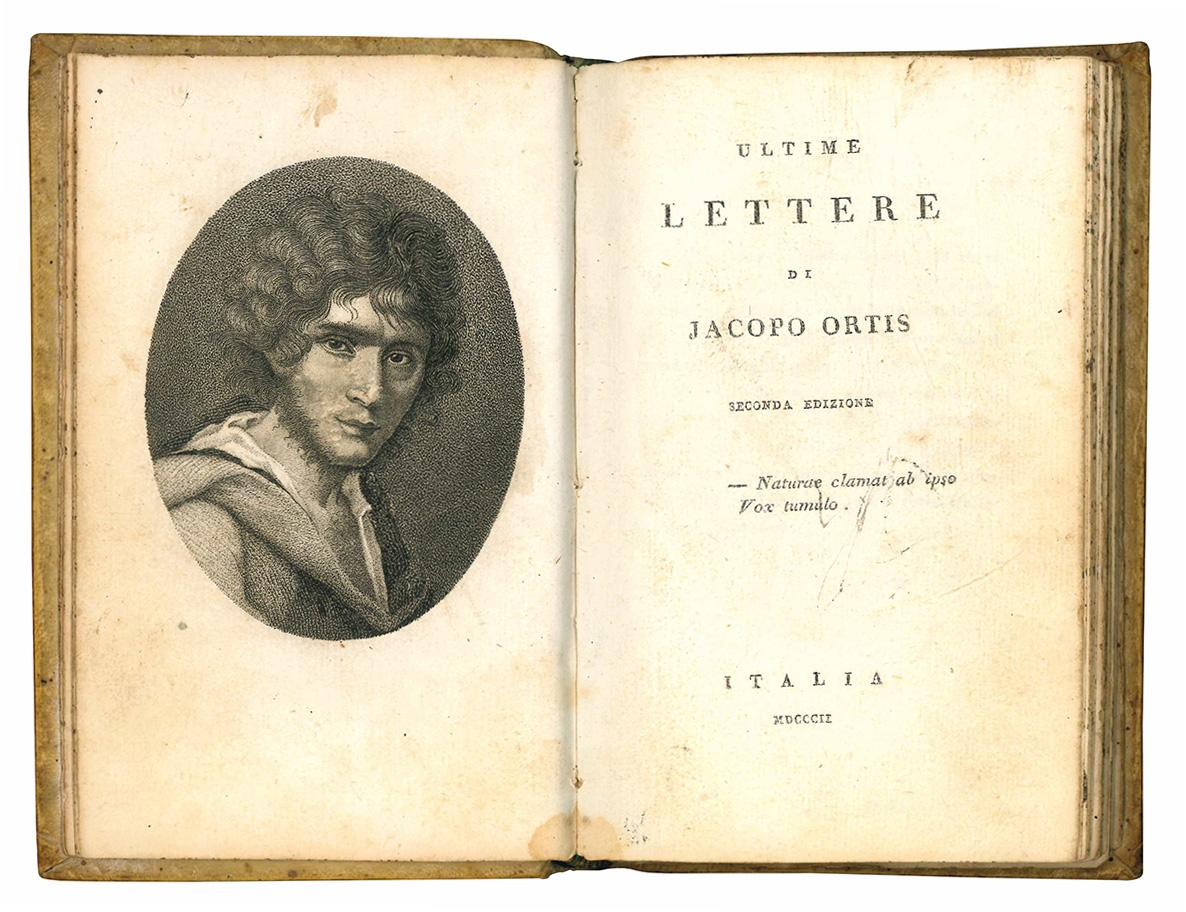
Edizione del 1802

Vittoriosi a Marengo il 14 giugno 1800, i francesi ripresero possesso della città. Marsigli operò un nuovo voltafaccia editoriale: recuperò il testo del primo Ortis, lasciando però immutati il nuovo titolo, la divisione in due volumi, le Annotazioni e gli avvisi al lettore. In questo modo poteva guadagnarsi «meriti rivoluzionari retrospettivi», edulcorando al contempo il messaggio del romanzo in un contesto ormai contraddistinto dall'egemonia napoleonica. Il Monitore Bolognese, giornale dello stesso Marsigli e al quale Foscolo aveva collaborato in precedenza, annunciò il 5 luglio la nuova edizione. Il successo arrise all'opera, ristampata poi con la data del 1801 e il recupero di un paragrafo, «nell'appello di Lorenzo al lettore […], soppresso in tutte le altre edizioni della Vera Storia».
Tornando sulla prima edizione felsinea, Martelli ha mostrato la sostanziale paternità foscoliana di tutto il romanzo, introducendo questa linea di pensiero nella critica successiva. E tuttavia pare di un certo interesse la recente proposta dell'Ortis di Bologna come progetto originale del Foscolo, tale da individuare come finzione dell'autore stesso tutta la vicenda editoriale che da più di due secoli si è soliti ricostruire al riguardo. Tutto l'Ortis bolognese, perciò, rientrerebbe a pieno titolo nel canone delle opere foscoliane.

Continuando con la versione tradizionale, quando Foscolo venne a sapere dell'operazione editoriale compiuta a sua insaputa, intervenne con veemenza sulla Gazzetta universale di Firenze del 3 gennaio 1801: 
Foscolo rimise mano all'opera modificandone profondamente la trama, che divenne quella definitiva e poi comunemente conosciuta, e la pubblicò l'anno successivo a Milano, a sue spese, presso i tipi del Genio Tipografico. Questa edizione, su cui si basano tutte quelle successive, è la prima autorizzata da Foscolo.
In seguito, il romanzo veniva stampato a Zurigo nel 1816 (recando la falsa data di Londra, 1814), con l'aggiunta di una lettera polemica (quella del 17 marzo) contro Napoleone, la soppressione dell'unica epistola diretta a un destinatario altro da Lorenzo (era inviata a Teresa), alcune modifiche di stile e l'introduzione di un'interessante "Notizia bibliografica", in cui Foscolo «definisce i rapporti tra il proprio romanzo e il Werther». L'opera fu ripubblicata a Londra nel 1817.
Il romanzo si ispira alla doppia delusione avuta da Foscolo nell'amore per Isabella Roncioni, che gli fu impossibile sposare, e per la patria, la Repubblica di Venezia, ceduta da Napoleone all'Austria nel 1797 (con l'eccezione di una piccola parte inserita nella Repubblica Cisalpina e alcune isole annesse alla Francia, tra cui la natìa Zante) in seguito al trattato di Campoformio. Il romanzo ha, quindi, chiari riferimenti autobiografici.
Nella forma e nei contenuti è molto simile a I dolori del giovane Werther di Goethe (anche se a tratti richiama la Nuova Eloisa di Jean-Jacques Rousseau); per questo motivo alcuni critici hanno addirittura definito il romanzo una brutta imitazione del Werther. Tuttavia, la presenza del tema politico, assai evidente nell'Ortis e appena accennato nel Werther, segna una differenza rilevante tra i due romanzi. Inoltre si avvertono la presenza dell'ispirazione eroica di Vittorio Alfieri e l'impegno civile e politico del poeta in quegli anni. Il poeta Alphonse de Lamartine, nel romanzo Graziella, definisce l'Ortis una copia del Werther, ma migliore dell'originale, in quanto "più viva e colorita", grazie al "doppio sogno di quanti sono degni di sognare qualche cosa di grande: l'amore e la libertà".

## Trama
Jacopo Ortis è uno studente universitario veneto di passione repubblicana. Per sfuggire alle imminenti persecuzioni politiche si ritira sui colli Euganei, dove vive in solitudine. Passa il tempo leggendo Plutarco, scrivendo al suo amico Lorenzo Alderani e trattenendosi a volte con il sacerdote curato, con il medico e con altre brave persone. Jacopo conosce il signor T***, le figlie Teresa e Isabellina, e Odoardo, il promesso sposo di Teresa (della quale il giovane presto si innamora), e comincia a frequentare la loro casa. È questa, per Jacopo, una delle poche consolazioni, sempre tormentato dal pensiero della sua patria schiava e infelice.
In un giorno di festa aiuta i contadini a trapiantare i pini sul monte, commosso e pieno di malinconia; un altro giorno con Teresa e i suoi visita la casa del Petrarca ad Arquà. I giorni trascorrono e Jacopo sente che il suo amore impossibile per Teresa diviene sempre più grande. Jacopo viene a sapere dalla stessa Teresa che ella è infelice perché non ama Odoardo, al quale il padre l'ha promessa in sposa per questioni economiche, nonostante l'opposizione della madre che ha perciò abbandonato la famiglia.
Ai primi di dicembre Jacopo si reca a Padova, dove si è riaperta l'Università. Conosce le dame del bel mondo, trova i falsi amici, s'annoia, si tormenta e, dopo due mesi, ritorna da Teresa. Odoardo è partito ed egli riprende i dolci colloqui con Teresa e sente che solo lei, se lo potesse sposare, potrebbe dargli la felicità. Ma il destino ha scritto: "l'uomo sarà infelice" e questo Jacopo ripete tracciando la storia di Lauretta, una fanciulla infelice, nelle cui braccia è morto il fidanzato ed i genitori della quale sono dovuti fuggire dalla patria.
I giorni passano nella contemplazione degli spettacoli della natura e nell'amore per Jacopo e Teresa, i quali si baceranno per la prima e unica volta in tutto il romanzo. Egli sente che essere lontano da lei è come essere in una tomba e invoca l'aiuto della divinità. Si ammala e, al padre di Teresa che lo va a trovare, rivela il suo amore per la figlia. Appena può lasciare il letto scrive una lettera d'addio a Teresa e parte. Si reca a Ferrara, Bologna e Firenze. Qui visita i sepolcri dei "grandi" a Santa Croce e vede il luogo dove abita Vittorio Alfieri. Poi, portando sempre con sé l'immagine di Teresa e sentendosi sempre più infelice e disperato, viaggia fino a Milano dove incontra Giuseppe Parini. Vorrebbe fare qualcosa per la sua infelice patria ("a quelle parole io m'infiammava di un sovrumano furore, e sorgeva gridando: - Ché non si tenta? morremo? ma frutterà dal nostro sangue il vendicatore") ma in un ardente colloquio, imbevuto di massime machiavelliche e di spirito alfieriano, Parini lo dissuade da inutili atti d'audacia, affermando che solo in futuro e con il sangue si potrà riscattare la Patria, mentre chi lo farà ora rischierà a sua volta di divenire un tiranno (il riferimento è al Regime del Terrore e a Napoleone), in quanto solo così si può far sopravvivere una repubblica.
Anche uccidere il tiranno è divenuto però inutile, benché il popolo possa sperare ormai solo in questo, nella morte del despota:
(Parini a Jacopo, lettera a Lorenzo da Milano)
Inquieto e senza pace decide di andare in Francia ma, dopo aver ammirato la "terribile" potenza della Natura selvaggia a Ventimiglia, arrivato a Nizza si pente e torna indietro. Quando viene a conoscenza che Teresa si è sposata sente che per lui la vita non ha più senso. Ritorna ai colli Euganei per rivedere Teresa, va a Venezia per riabbracciare la madre, poi ancora ai colli e qui, dopo aver scritto un'ultima lettera a Lorenzo, un biglietto per la madre e l'ultima lettera (non spedita) per Teresa (entrambi gli scritti sono trovati vicino a lui), si uccide, piantandosi un pugnale nel cuore. Segue una spiegazione finale di Lorenzo sul destino di Jacopo.

### La lettera di apertura del romanzo
La lettera è indirizzata a Lorenzo ed è stata scritta l'11 ottobre 1797. Jacopo fa riferimento al sacrificio della patria, ormai "consumato". Egli così fa intendere di aver perso ogni speranza per la patria e per se stesso. La lettera è preceduta da un'epigrafe dantesca: 
(Purgatorio, canto I vv. 71-72)

### Temi principali del romanzo
Nel romanzo è presente l'ispirazione eroica di Vittorio Alfieri, che viene espressamente citato nella lettera scritta da Firenze. Il suicidio qui va inteso come scelta dell'ultima libertà che il destino non può togliere, quindi assume un alto valore spirituale, in quanto dimostra che nella vita sono essenziali gli ideali senza i quali l'esistenza diventa priva di significato e di dignità.
La patria è un altro motivo molto presente e sacro al Foscolo come riportato nella frase che Jacopo Ortis rivolge a Parini "Ma l'unica fiamma vitale che anima ancora questo travagliato mio corpo, è la speranza di tentare la libertà della patria". "Il sacrificio della patria nostra è consumato..." è la celebre affermazione scritta nell'incipit dell'opera, che condensa la delusione storica dell'intellettuale giacobino veneto (trattato di Campoformio, che rappresentò la delusione per la fine delle repubbliche democratiche del 1799 nel nord Italia).
Si presenta poi conflittualmente il rapporto intellettuale-società, connotazione fondamentale del Romanticismo europeo. La società tutta, impegnata solo ad occuparsi del benessere materiale, appare indifferente al richiamo dei valori ideali e al sacrificio, richiamo fatto dall'intellettuale: "In tutti i paesi ho veduto gli uomini sempre di tre sorta: i pochi che comandano, l'universalità che serve; e i molti che brigano. Noi [gli intellettuali] non possiamo comandare, né forse siamo tanto scaltri.[…] Tu mi esalti sempre il mio ingegno: sai quanto io vaglio? né più né meno di quanto vale la mia entrata…." (4 dicembre 1799).
L'amore mostra un dissidio già romantico fra natura e intelletto, fra passione e dovere: "Bensì Teresa parea confusa, veggendosi d'improvviso un uomo che la mirava così discinta […]; essa tuttavia proseguiva, ed io sbandivo tutt'altro desiderio, tranne quello di adorarla e udirla" (3 dicembre). Anche il paesaggio, ora pittoresco, ora idillico come in Rousseau, ora cupo secondo i moduli dell'ossianismo riflette questo dissidio interiore.
Le illusioni sono invece viste in funzione consolatrice e come fonte di generose passioni: "Illusioni! grida il filosofo. Or non è tutto illusione? tutto! […] Illusioni! ma intanto senza di esse io non sentirei la vita che nel dolore, o (che mi spaventa ancor di più) nella rigida e noiosa indolenza, e se questo cuore non vorrà più sentire, io me lo strapperò dal petto con le mie mani, e lo caccerò come un servo infedele" (15 maggio 1798).
Presente è la concezione meccanicista e materialista (che ritornerà nei Sepolcri: «E una forza operosa le affatica / Di moto in moto; e l'uomo e le sue tombe / E l'estreme sembianze e le reliquie / Della terra e del ciel traveste il tempo»), quando Jacopo, nei pressi di un cimitero, esclama:
(Lettera del 13 maggio 1798)
Si avverte un'eco di Thomas Gray e della sua Elegia scritta in un cimitero campestre ("la natura grida anche dalla tomba"): nella lettera del 25 maggio Foscolo scrive che «geme la Natura perfin nella tomba, e il suo gemito vince il silenzio e l'oscurità della morte», concetto che si ritrova anche nei Sepolcri ("il sospiro / che dal tumulo a noi manda Natura"), nonché un'ulteriore ripresa del Werther di Goethe ("O Cielo, o Terra, o palpitanti forze intorno a me! Ormai non vedo nulla, tranne un Mostro che eternamente ingoia, eternamente rumina…").
Viene pure anticipato da Foscolo anche un motivo fondamentale delle sue opere: la morte, la speranza di essere compianto ("la morte non è dolorosa") e la sepoltura nella propria terra (lettere dell'11 ottobre 1797 e del 25 maggio 1798).

### La morte di Jacopo
Le ultime pagine sono destinate all'addio del giovane. Prima avverte Lorenzo di volersi suicidare:
(Jacopo a Lorenzo)
Infine scrive a Teresa, dicendole addio e discolpandola di ogni responsabilità, e contemporaneamente finge di partire:
Che se taluno ardisse incolparti del mio infelice destino, confondilo con questo mio giuramento solenne ch’io pronunzio gittandomi nella notte della morte: Teresa è innocente. — Ora tu accogli l’anima mia.»
(Ultima lettera, Jacopo a Teresa)

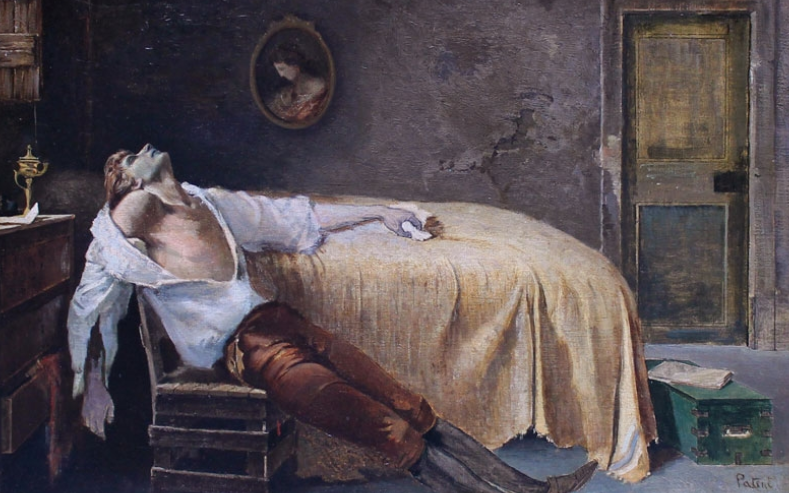
Teofilo Patini, La morte di Jacopo Ortis

Infine, un corsivo di Lorenzo descrive la morte di Jacopo, avvenuta in presenza del padre di Teresa, che lo trova in fin di vita nella casa attigua. Il brano è modellato sulla descrizione del suicidio di Werther, a parte il metodo usato (Werther si spara, Jacopo Ortis si accoltella come Girolamo Ortis). Werther è sepolto fra due tigli, Jacopo tra i pini.
La ferita era assai larga, e profonda, e sebbene non avesse colpito il cuore, egli si affrettò la morte lasciando perdere il sangue che andava a rivi per la stanza. Gli pendeva dal collo il ritratto di Teresa tutto nero di sangue... [...] Balzai tremando nella stanza, e mi s’appresentò il padre di Teresa gettato disperatamente sopra il cadavere; [...] Teresa visse in tutti que’ giorni fra il lutto de' suoi in un mortale silenzio. — La notte mi strascinai dietro al cadavere, che da tre lavoratori fu sotterrato sul monte de' pini.»
(Lorenzo Alderani)

## Critica
(Francesco De Sanctis, Storia della letteratura italiana, Rizzoli, Milano 2013, pp. 939-940.)

## Nell'arte
- Il dipinto Morte di Jacopo Ortis, eseguito da Teofilo Patini, è basato sul romanzo.

## Adattamenti cinematografici e televisivi
- Un film muto, intitolato Jacopo Ortis, fu realizzato nel 1918.
- Il regista Peter Del Monte realizzò per la RAI la trasposizione televisiva del romanzo di Foscolo, Le ultime lettere di Jacopo Ortis, uscita nel 1973.